# Ingeniería de sistemas de sistemas
La ingeniería de sistemas de sistemas o SoSE (siglas del inglés System-of-systems engineering) es un conjunto de procesos, herramientas y métodos en desarrollo para diseñar, rediseñar e implementar soluciones a los desafíos de los sistemas de sistemas (SoS).

## Visión general
La metodología de la ingeniería de sistemas de sistemas (SoSE) es muy utilizada en proyectos del Departamento de Defensa de EE. UU., pero cada vez más se aplica a problemas no relacionados con la defensa, tales como el diseño de soluciones de transporte aéreo y por carretera, atención médica, redes de comunicación global, búsqueda y rescate, exploración espacial, industria 4.0 y muchos otros dominios de aplicación de los sistemas de sistemas (SoS).
La SoSE es más que ingeniería de sistemas (SE) de sistemas monolíticos y complejos, porque el diseño de soluciones para problemas de sistema de sistemas se realiza bajo cierto nivel de incertidumbre en los requisitos y los sistemas constituyentes, e involucra consideraciones en múltiples niveles y dominios. Mientras que la SE se centra en construir un sistema correctamente, la SoSE se centra en elegir los sistemas correctos y sus interacciones para satisfacer los requisitos.
La ingeniería de sistemas de sistemas (SoSE) y la ingeniería de sistemas (SE) son campos de estudio relacionados pero diferentes. Mientras que la ingeniería de sistemas aborda el desarrollo y las operaciones de productos monolíticos, la SoSE aborda el desarrollo y las operaciones de programas en evolución. En otras palabras, la ingeniería de sistemas tradicional busca optimizar un sistema individual (el producto), mientras que la SoSE busca optimizar un conjunto de varios sistemas, tanto heredados como nuevos, que interactúan para satisfacer múltiples objetivos del programa.
La SoSE debería permitir a los decisores comprender las implicaciones de las diversas opciones en cuanto al rendimiento técnico, los costos, la extensibilidad y la flexibilidad a lo largo del tiempo; por lo tanto, una metodología SoSE efectiva debería preparar a los decisores para diseñar soluciones para los problemas de sistemas de sistemas (SoS).
Debido a la variedad de metodologías y dominios de aplicaciones en la literatura existente, no hay un consenso unificado acerca de los procesos involucrados en la ingeniería de sistemas de sistemas. Uno de los marcos de trabajo de SoSE propuestos recomienda un método de tres fases en el que un problema de SoS se define, se abstrae, se modela y se analiza en busca de patrones de comportamiento.